# First Coast
La First Coast è una regione dello stato USA della Florida. Si estende lungo la costa est dello stato dal confine con la Georgia verso sud, passato il confine meridionale di Anastasia Island fino a Palm Coast. La First Coast si chiama così per via di St. Augustine, la città più vecchia degli Stati Uniti.
Comprendendo le contee di Nassau, Duval, St. Johns e Flagler, le cui principali città includono Jacksonville, Fernandina Beach, Orange Park, St. Augustine e Palm Coast. La geografia consiste in una pianura costiera con basse colline lungo i ripidi profili del fiume St. Johns. Trail Ridge, un'antica spiaggia, confina con il limite occidentale della First Coast e separa la regione dall'Okefenokee Swamp.

## Storia
La storia della First Coast può essere tracciata da oltre 12.000 anni fa dagli Indiani Timucua, che originariamente insediarono la zona. Insediamenti moderni possono essere datati al 1564 quando René Goulaine de Laudonnière fondò la colonia francese di Fort Caroline vicino alla bocca del fiume Saint Johns, vicina alla moderna Jacksonville. Il 28 agosto 1565, Pedro Menéndez de Avilés, fondò la città di St. Augustine. Dopo aver sconfitto i francesi con delle schermaglie attorno alla zona, la Spagna stabilì fermamente la zona come territorio spagnolo.
L'epoca spagnola sarebbe continuata fino al 1763, quando la Spagna diede il controllo della Florida all'Inghilterra. Durante il dominio inglese, la maggior parte della popolazione spagnola lasciò la zona così come la rimanente popolazione nativa. Dopo la fine della Guerra d'indipendenza americana nel 1783, l'Inghilterra cedette ancora la Florida alla Spagna, iniziando il secondo periodo della dominazione spagnola. Durante questo periodo, molti coloni si spostarono nella First Coast dagli Stati Uniti. La città di Cowford, ora Jacksonville fu fondata nel 1791.
Nel 1819, gli Stati Uniti firmarono il Trattato Adams-Onís con la Spagna. Questo trattato diede tutta la Florida spagnola agli Stati Uniti per $5 milioni.
L'insediamento americano della First Coast si espanse rapidamente subito dopo l'acquisizione. La città di Jacksonville fu formalmente costituita nel 1832, con molte altre città lungo la First Coast tracciando le loro fondamenta in questo periodo. La Guerra di secessione porta azioni minori nella First Coast. Dopo la secessione della Florida, il 10 gennaio 1861, la maggior parte delle regioni furono riconquistate dalle forze dell'Unione all'inizio della guerra. Verso la metà del 1862, la maggior parte della First Coast fu nelle mani dell'Unione e ci sarebbe rimasta fino alla fine della guerra.
Dopo la guerra, più persone iniziarono ad insediarsi lungo la costa. Portati nella zona dalle spiagge e dal clima caldo, la costa rimase una destinazione turistica fino alla fine del XIX secolo. La costruzione della ferrovia da parte di Henry Flagler fino a Miami vide un declino dell'industria turistica, comunque, alcune città rimasero destinazioni popolari e lo so tuttora. Amelia Island e St. Augustine continuano ad attrarre visitatori nella First Coast per le loro spiagge e insediamenti storici.